# Vatica sarawakensis
Vatica sarawakensis är en tvåhjärtbladig växtart som beskrevs av Georg Christoph Heim. Vatica sarawakensis ingår i släktet Vatica och familjen Dipterocarpaceae. Inga underarter finns listade i Catalogue of Life.